# Lijevi Degoj
Lijevi Degoj is een plaats in de gemeente Pokupsko in de Kroatische provincie Zagreb. De plaats telt 67 inwoners (2001).